# International Classical Music Awards
Die International Classical Music Awards (ICMA) sind Musikpreise, die erstmals am 6. April 2011 verliehen wurden.

## Geschichte
Die ICMA ersetzen die Cannes Classical Awards (später Midem Classical Award), die zuvor auf der MIDEM vergeben wurden.
Die Jury besteht aus Musikkritikern der Zeitschriften Andante (Türkei), Crescendo (Belgien), Fono Forum (Deutschland), Gramofon (Ungarn), Kultura, Musica (Italien), Musik & Theater (Schweiz), Musykalnaja Shisn (Russland), Opera (Großbritannien), Pizzicato (Luxemburg), Rondo Classic (Finnland) und Scherzo (Spanien), außerdem aus den Radiostationen MDR Kultur (Deutschland), Orpheus Radio (Russland), Radio 100,7 (Luxemburg), Internationales Musik und Medien Zentrum (IMZ), Website Resmusica.com (Frankreich) und Radio Classic (Finnland).

## Preisverleihungen und Galakonzerte
- 2012: Nantes, 15. Mai 2012, mit dem Orchestre National des Pays de la Loire
- 2013: Mailand, 18. März 2013, veranstaltet vom Orchestra Sinfonica di Milano Giuseppe Verdi
- 2014: Warschau, Beethoven-Fest, mit der Sinfonia Iuventus
- 2015: Ankara, 28. März 2015, mit dem Bilkent-Sinfonieorchester
- 2016: San Sebastian, 1. April 2016, mit dem Orquesta Sinfónica de Euskadi[7]
- 2017: Leipzig, 1. April 2017, mit dem Gewandhausorchester Leipzig[8]
- 2018: Katowice, 6. April 2018, mit dem Nationalen Symphonieorchester des Polnischen Rundfunks[9]
- 2019: Luzern, 10. Mai 2019, mit dem Luzerner Sinfonieorchester.[10]
- 2024: València, 12. April 2024 im Palau de la Música[11]